# タテジマフジツボ
タテジマフジツボ（Amphibalanus amphitrite）は、無柄目・フジツボ科に分類されるフジツボの一種。世界中の熱帯や温帯域に分布している。

## 分布
世界中の熱帯から温帯までの海域に分布している。ハワイ原産ともいわれているが、詳しくはわかっていない。

## 特徴
殻長は1cmほどで、和名のとおり白地の体色には暗紫色の縦縞模様がある。16-27度の水温で産卵する。

## 外来種問題
日本では1937年にはすでに各地の内湾で本種の定着が報告されており、東京湾や大阪湾、三重県沿岸、九州西岸などの沿岸でふつうにみられる。フィリピンから来た船に付着して導入されたものと推測される。
在来種の固着生物や養殖カキに悪影響を与え、工場などの取水施設に付着して被害を発生させている。そのため、外来生物法によって要注意外来生物に指定されている。
日本国内には本種以外にもアメリカフジツボやヨーロッパフジツボといった近縁種が定着して問題になっている。